# Lærker
Lærker (Alaudidae) er en familie af spurvefugle, der ofte lever i det åbne land og har en brunlig camouflagefarvet fjerdragt. Familien omfatter omkring 98 arter fordelt på cirka 21 slægter. De er især udbredt i den gamle verdens troper. Der findes otte europæiske arter, hvoraf de tre er danske ynglefugle. Kun en enkelt art, bjerglærken, findes i den nye verden, ligesom også kun enkelt art findes i Australien og på Ny Guinea.

## Fællestræk
Lærkerne danner en klart afgrænset gruppe af fugle, idet de bl.a. har et specielt udformet stemmeorgan syrinx og fodens løb (tars) er beklædt med flere hornplader, ikke én lang skinne. Desuden er bagtåens klo ofte lang og spids. Næbbets form og størrelse varierer alt efter fødevalg og fourageringsteknik. Fjerdragten er brunlig og tilpasset i farve til jordoverfladen, især i områder med sparsom vegetation. Kønnene er ens hos de fleste arter, men hunnen er altid mindre end hannen. Mange arter har en mere eller mindre tydelig fjertop på hovedet.
Reden er skålformet og bygges i en skrabet fordybning i jorden. Nogle afrikanske arter bygger dog et græstag over reden. Mange lærker er gode sangere med en lang og varieret sang, der ikke sjældent fremføres i sangflugt som det er tilfældet hos sanglærken. Lærkerne kan yngle i løse kolonier. Udenfor yngletiden optræder de ofte i flokke.

## Slægter i udvalg
Et udsnit af de omkring 21 slægter:
- Calandrella (10 arter, fx korttået lærke)
- Galerida (7 arter, fx toplærke)
- Lullula (1 art, hedelærke)
- Alauda (3 arter, fx sanglærke)
- Eremophila (2 arter, fx bjerglærke)
- Melanocorypha (6 arter, fx østlig kalanderlærke)
- Mirafra (25 arter, fx busklærke)

## Billeder
|                                                                               |
| Korttået lærke (Calandrella brachydactyla) ses i Danmark som en sjælden gæst. |

|                                                            |
| Rødnakket busklærke (Mirafra africana), her fra Sydafrika. |

|                                                           |
| Bjerglærke (Eremophila alpestris), her fra Skåne, Sverige |